# A Fővárosi Állat- és Növénykert Struccháza
A Struccház a budapesti Fővárosi Állat- és Növénykert egyik épülete volt.

## Története
Habár már az 1866-os megnyitástól tartottak nagyobb méretű futómadarakat a budapesti állatkertben, speciális az ő részükre csak az 1912-es második megnyitásra épült épület. Ezt is – akárcsak számos társát – Kós Károly és Zrumeczky Dezső tervezte. Az építészpáros sikerrel kombinálta munkájában a magyaros és az afrikai népi építészetet. Vert falat és szalmatetőt használtak fel a két részből álló létesítmény kialakításához, amely elé két úgynevezett bálványfát is állítottak.
A Struccházban évtizedeken át laktak struccok, emuk, sisakos kazuárok és nanduk, és sikeresen is szaporították őket. 1925-ben az épület korszerűsítésen esett át, és ekkor emeltek egy kisebb külön épületet a kazuárok számára. A második világháború alatt a Struccház madárállománya elpusztult, csak az 1940-es évek végétől kapott újabb madarakat a kert pótlásukra.
Az 1980-as évekre az épület rossz műszaki állapotba került, ezért elbontása mellett döntöttek. 1986-ban ez meg is történt, a struccokat pedig átköltöztették az Afrika-kifutóba. A Struccház helyére az ezredforduló után épült a Dél-Amerika kifutó.
Habár a 2010-es évek elején Persányi Miklós igazgatóban felmerült a régi Struccház újjáépítésének gondolata, ez a mai napig (2024) nem történt meg.

## Külső hivatkozások
- 155 év futómadarai. zoobudapest.com. (Hozzáférés: 2021. december 13.)